# Zoe Bäckstedt
Zoe Bäckstedt (* 24. September 2004 in Pontyclun, Rhondda Cynon Taf) ist eine britische Radrennfahrerin aus Wales, die auf der Straße, der Bahn und im Cyclocross aktiv ist.

## Sportlicher Werdegang
Zum Radsport kam Bäckstedt durch ihre Eltern. Bereits in der Jugend erfolgreich, wurde sie bei den Juniorinnen die dominierende Fahrerin ihres Jahrgangs. Schon 2021 im ersten Jahr als Juniorin gewann sie bei den Straßen-Weltmeisterschaften die Goldmedaille im Straßenrennen und die Silbermedaille im Einzelzeitfahren der Junioren. 2022 wurde sie Junioren-Weltmeisterin sowohl im Cyclocross, auf der Bahn im Madison als auch auf der Straße im Einzelzeitfahren und im Straßenrennen. Bei den Cyclocross-Europameisterschaften 2022 belegte sie in der Klasse der Frauen U23 Platz fünf.
Nachdem Bäckstedt in der Saison 2022 bereits als Stagiaire bei EF Education-Tibco-SVB eingesetzt worden war, wurde sie zur Saison 2023 festes Mitglied in diesem UCI Women’s WorldTeam. Infolge der finanziellen Schwierigkeiten dieser Mannschaft erhielt sie die Freigabe, zum 1. September zu Canyon SRAM Racing zu wechseln. In der folgenden Cyclocross-Saison 2024 gewann sie mehrere kleinere Rennen. Im Weltcup erreichte sie in ihrem ersten Jahr in der Elite bereits dreimal eine Podiumsplatzierung, in der gesonderten U23-Gesamtwertung belegte sie den zweiten Platz. Bei den internationalen Meisterschaften sicherte sie sich den europäischen Titel und den Weltmeistertitel in der U23.
Auf der Straße verpasste Bäckstedt beim Eintagesrennen Antwerp Port Epic als Zweite nur knapp ihren ersten Sieg in der Elite. Diesen erzielte sie mit dem Gewinn des Auftaktzeitfahrens zur Simac Ladies Tour 2024, gleichzeitig ihr erster Erfolg auf der UCI Women’s WorldTour. Nach der zweiten Etappe noch in Führung liegend, musste sie zur dritten Etappe ohne eine einzige Teamkollegin antreten, nachdem alle anderen Fahrerinnen des Teams aufgrund Verletzung oder Krankheit ausgeschieden waren. Letztendlich beendete sie die Rundfahrt als Gesamtdritte. 

## Familie
Zoe Bäckstedt ist die Tochter des ehemaligen schwedischen Radrennfahrers Magnus Bäckstedt und der ehemaligen britischen Radrennfahrerin Megan Hughes. Ihre ältere Schwester Elynor Bäckstedt ist ebenso aktive Radrennfahrerin.

## Erfolge

### Bahn
2021
- Junioren-Europameisterin – Einerverfolgung, Madison (mit Millie Couzens) und Mannschaftsverfolgung (mit Grace Lister, Madelaine Leech und Millie Couzens)
- Britische Junioren-Meisterin – Einerverfolgung und Madison

2022
- Junioren-Weltmeisterin – Madison (mit Grace Lister)

### Straße
2021
- Junioren-Weltmeisterin – Straßenrennen
- Junioren-Weltmeisterschaften – Einzelzeitfahren
- Britische Junioren-Meisterin – Einzelzeitfahren
- eine Etappe und Nachwuchswertung Watersley Ladies Challenge

2022
- Junioren-Weltmeisterin – Straßenrennen
- Junioren-Weltmeisterin – Einzelzeitfahren
- Britische Junioren-Meisterin – Einzelzeitfahren und Straßenrennen
- Gesamtwertung, drei Etappen und Bergwertung Watersley Ladies Challenge
- Gesamtwertung, zwei Etappen und Punktewertung Omloop van Borsele Junioren

2023
- Nachwuchswertung Simac Ladies Tour

2024
- eine Etappe und Nachwuchswertung Simac Ladies Tour

2025
- Britische Meisterin – Einzelzeitfahren
- Gesamtwertung, Prolog, zwei Etappen und Nachwuchswertung Baloise Ladies Tour

### Cyclocross
2020/21
- ein Weltcup-Erfolg (Junioren)
- Gesamtwertung UCI-Cyclocross-Weltcup (Junioren)

2021/2022
- drei Weltcup-Erfolge (Junioren)
- Junioren-Weltmeisterin
- Junioren-Europameisterin

2022/2023
- Britische Meisterin
- Weltmeisterschaften – Einzel (U23), Mixed-Staffel

2023/2024
- U23-Weltmeisterin
- U23-Europameisterin
- Weltmeisterschaften – Mixed-Staffel

2024/2025
- Weltmeisterin – Einzel (U23), Mixed-Staffel
- U23-Weltcup